# Prace Matematyczno-Fizyczne
Prace Matematyczno-Fizyczne – czasopismo fizyczno-matematyczne założone przez Samuela Dicksteina, Władysława Gosiewskiego, Edwarda Natansona i Władysława Natansona. W latach 1888–1951 ukazało się 48 tomów tego wydawnictwa.
W 1955 r. Polskie Towarzystwo Matematyczne rozpoczęło wydawanie dwóch serii, pierwszej z nich pod nazwą „Prace Matematyczne”, a drugiej „Wiadomości Matematyczne”. Obydwie pomyślane jako kontynuacje czasopism założonych przez Dicksteina. W 1967 r. „Prace Matematyczne” zmieniły tytuł na łacińskie „Commentationes Mathematicae”. Obecnie wydawanych jest sześć serii.